# Trawnikowiec tropiciel
Trawnikowiec tropiciel (Zora nemoralis) – gatunek pająka z rodziny trawnikowcowatych. Zamieszkuje palearktyczną Eurazję od Półwyspu Iberyjskiego po Kamczatkę i Wyspy Japońskie.

## Taksonomia
Gatunek ten opisany został po raz pierwszy w 1861 roku przez Johna Blackwalla pod nazwą Hecaerge nemoralis. Obecnie stosowaną kombinację podał jako pierwszy Anton Menge w 1875 roku. Do niedawna za podgatunek trawnikowca tropiciela uchodził Zora palmgreni.

## Morfologia
Samce osiągają od 3 do 4 mm długości ciała przy karapaksie długości od 1,7 do 1,9 mm i szerokości od 1,3 do 1,5 mm, natomiast samice osiągają od 3,5 do 5,8 mm długości ciała przy karapaksie długości od 1,7 do 2,2 mm i szerokości od 1,3 do 1,6 mm.
Ubarwienie karapaksu jest jasnożółtawe z ciemnymi liniami rozchodzącymi się promieniście z jamki oraz parą biorących początek za oczami pary tylno-bocznej, rudobrązowych przepasek podłużnych wyraźnie szerszych niż jasne pasma tła po ich bokach. Czarno obwiedzione oczy leżą blisko siebie i mają prawie identyczne rozmiary. Nadustek nie odbiega wysokością od średnicy oczu pary przednio-środkowej. Jasnożółtawe szczękoczułki mają na przedzie dwie długie, szarawobrązowe linie. Sternum jest żółtawe z rudobrązowym nakrapianiem i rudobrązowym obrzeżeniem. Odnóża są jasnożółtawobrązowe z ciemnobrązowymi goleniami i nadstopiami. Kolejność par odnóży od najdłuższej do najkrótszej to: IV, I, II, III. Uda trzeciej pary mają pięć szczecinek po stronie grzbietowej. Czwarta para u samca odznacza się rozproszonymi, długimi i cienkimi włoskami na biodrach. Opistosoma (odwłok) ma wierzch jasnożółtawobrązowy do brązowego z gęstym rudobrązowym do ciemnobrązowego nakrapianiem, niewyraźnym znakiem lancetowatym pośrodku przodu i niewyraźnymi szewronami z tyłu, spód zaś rudobrązowy z szeregiem jasnych kropek po bokach.
Płytka płciowa samicy ma prawie sercowaty, z tyłu ponad trzykrotnie węższy niż z przodu przedsionek o zakrzywionych z przodu krawędziach bocznych i niewyraźnej krawędzi tylnej, częściowo prześwitujące przez oskórek i zataczające pojedynczą pętlę przewody kopulacyjne oraz zaokrąglone, wyraźnie mniejsze od bruzdy zbiorniki nasienne.
Nogogłaszczki samca są cechują się wyraźnie rozszerzoną rzepką, krótko-trójkątnym szczytem apofizy retrolateralnej, pozbawionym szczecinek makroskopowych wierzchołkiem cymbium, osadzoną tylno-bocznie apofyzą medialną o długim i szeroko zakrzywionym szczycie oraz długim i cienkim embolusem o wyprostowanym wierzchołku.

## Ekologia i występowanie
Pająk ten zasiedla m.in. lasy, wrzosowiska i polany. Bytuje na glebie, w ściółce, wśród mchów i rumoszu. Wykazuje preferencję do stanowisk stosunkowo suchych i zacienionych, ale znajdowany jest także na stanowiskach wilgotnych. Dorosłe samice są aktywne w ciągu całego roku, natomiast dorosłe samce obserwuje się od maja do sierpnia. Gatunek ten aktywnie poluje na drobne bezkręgowce.
Gatunek palearktyczny o rozmieszczeniu eurosyberyjskim. W Europie znany jest z Portugalii, Andory, Hiszpanii, Irlandii, Wielkiej Brytanii, Francji, Belgii, Holandii, Luksemburga, Niemiec, Szwajcarii, Liechtensteinu, Austrii, Włoch, Danii, Szwecji, Norwegii, Finlandii, Estonii, Łotwy, Litwy, Polski, Czech, Słowacji, Węgier, Białorusi, Ukrainy, Rumunii, Bułgarii, Słowenii, Chorwacji, Czarnogóry, Serbii, Albanii, Macedonii Północnej, Grecji oraz europejskich części Rosji i Turcji. W Azji podawany jest z syberyjskiej i dalekowschodniej części Rosji (w tym z Kamczatki), Gruzji, Azerbejdżanu, Kazachstanu, Turkmenistanu, Iranu, Mongolii, Chin, Korei i Japonii.